# Vela ai Giochi della XXXIII Olimpiade - iQFoil femminile
Le gare di vela della classe iQFoil femminile valide per la XXXIII Olimpiade si sono svolte dal 29 luglio al 3 agosto 2024 presso la marina di Roucas-Blanc, nei pressi di Marsiglia. Partecipano alla competizione 24 atleti.

## Calendario
Tutti gli orari sono CEST (UTC+2)
| Data                      | Ora | Turno                                |
| ------------------------- | --- | ------------------------------------ |
| Lunedì, 29 luglio 2024    |     | Race 1 Race 2                        |
| Martedì, 30 luglio 2024   |     | Race 3 Race 4 Race 5 Race 6 Race 7   |
| Mercoledì, 31 luglio 2024 |     | Race 8 Race 9 Race 10 Race 11        |
| Giovedì, 1 agosto 2024    |     | Race 12 Race 13 Race 14              |
| Venerdì, 2 agosto 2024    |     | Quarti Semifinali Finali Posticipate |
| Sabato, 3 agosto 2024     |     | Quarti Semifinali Finali             |

## Risultati

### Gare preliminari
| Pos. | Paese         | Equipaggio              | Regata   | Regata | Regata | Regata | Regata | Regata | Regata | Regata | Regata | Regata | Regata | Regata   | Regata  | Regata   | Punti | Punti |
| Pos. | Paese         | Equipaggio              | 1        | 2      | 3      | 4      | 5      | 6      | 7      | 8      | 9      | 10     | 11     | 12       | 13      | 14       | Tot   | Net   |
| ---- | ------------- | ----------------------- | -------- | ------ | ------ | ------ | ------ | ------ | ------ | ------ | ------ | ------ | ------ | -------- | ------- | -------- | ----- | ----- |
| 1    | Gran Bretagna | Emma Wilson             | 1        | 2      | 1      | 2      | 17     | 1      | 1      | 1      | 1      | 3      | 1      | 1        | 3       | 3        | 38    | 18    |
| 2    | Israele       | Sharon Kantor           | 25 DSQ   | 6      | 10     | 1      | 1      | 3      | 4      | 2      | 15     | 1      | 2      | 6        | 2       | 11       | 89    | 49    |
| 3    | Italia        | Marta Maggetti          | 5        | 3      | 4      | 20     | 11     | 4      | 3      | 8      | 4      | 4      | 4      | 15       | 11      | 9        | 105   | 70    |
| 4    | Francia       | Hélène Noesmoen         | 12       | 19     | 2      | 9      | 5      | 11     | 6      | 4      | 2      | 25 DSQ | 6      | 10       | 12      | 25 BFD   | 148   | 98    |
| 5    | Rep. Ceca     | Katerina Svikova        | 8        | 8      | 18     | 10     | 6      | 7      | 13     | 3      | 18     | 8      | 15     | 5        | 19      | 4        | 138   | 101   |
| 6    | Polonia       | Maja Dziarnowska        | 7        | 10     | 23     | 13     | 8      | 6      | 11     | 14     | 12     | 25 DSQ | 8      | 4        | 7       | 2        | 150   | 102   |
| 7    | Perù          | María Belén Bazo        | 4        | 4      | 8      | 12     | 7      | 12     | 8      | 21     | 11     | 6      | 5      | 18.5 DPI | 7.5 DPI | 20.5 DPI | 144.5 | 103   |
| 8    | Germania      | Theresa Marie Steinlein | 3        | 11     | 12     | 16     | 16     | 13     | 2      | 5      | 5      | 13     | 12     | 25 UFD   | 9       | 7        | 149   | 108   |
| 9    | Nuova Zelanda | Veerle Ten Have         | 25 DSQ   | 15     | 16     | 8      | 18     | 5      | 12     | 11     | 3      | 5      | 3      | 2        | 16      | 13       | 152   | 109   |
| 10   | Cina          | Yan Zheng               | 2        | 20     | 11     | 25 DSQ | 3      | 2      | 17     | 17     | 18     | 11     | 16     | 7        | 1       | 5        | 155   | 110   |
| 11   | Norvegia      | Mina Mobekka            | 13       | 16     | 9      | 18     | 2      | 15     | 7      | 18     | 9      | 7      | 7      | 9        | 8       | 21       | 159   | 120   |
| 12   | Croazia       | Palma Čargo             | 17       | 14     | 3      | 4      | 13     | 8      | 15     | 9      | 19     | 9      | 9      | 25 UFD   | 25 DNF  | 1        | 171   | 121   |
| 13   | Messico       | Mariana Aguilar         | 15       | 7      | 14     | 25 BFD | 19     | 18     | 5      | 15     | 16     | 14     | 10     | 3        | 13      | 8        | 182   | 138   |
| 14   | Hong Kong     | Ma Kwan Ching           | 6        | 5      | 15     | 5      | 10     | 17     | 18     | 7      | 21     | 17     | 14     | 25 UFD   | 15      | 10       | 185   | 139   |
| 15   | Spagna        | Pilar Lamadrid          | 25 DSQ   | 1      | 24     | 14     | 12     | 14     | 20     | 19     | 7      | 2      | 11     | 13       | 4       | 23       | 189   | 140   |
| 16   | Paesi Bassi   | Sara Wennekes           | 10.3 DPI | 12     | 21     | 15     | 4      | 10     | 19     | 16     | 8      | 15     | 20     | 12       | 17      | 16       | 195.3 | 154.3 |
| 17   | Estonia       | Ingrid Puusta           | 25 BFD   | 9      | 13     | 11     | 15     | 9      | 10     | 13     | 17     | 18     | 22     | 18       | 14      | 15       | 209   | 162   |
| 18   | Turchia       | Merve Vatan             | 20       | 23     | 5      | 3      | 14     | 20     | 25 DNS | 12     | 13     | 10     | 19     | 14       | 25 DNF  | 12       | 215   | 165   |
| 19   | Cipro         | Natasa Lappa            | 16       | 25 BFD | 7      | 17     | 20     | 21     | 16     | 10     | 6      | 16     | 13     | 25 UFD   | 6       | 22       | 220   | 170   |
| 20   | Svezia        | Johanna Hjertberg       | 18       | 17     | 6      | 19     | 23     | 24     | 25 DNS | 6      | 10     | 20     | 17     | 17       | 18      | 6        | 226   | 177   |
| 21   | Slovenia      | Lina Eržen              | 14       | 13     | 17     | 7      | 9      | 19     | 9      | 23     | 24     | 19     | 23     | 25 UFD   | 10      | 17       | 229   | 180   |
| 22   | Stati Uniti   | Dominique Stater        | 11       | 22     | 20     | 6      | 21     | 16     | 25 DNF | 22     | 20     | 12     | 18     | 8        | 20      | 14       | 235   | 188   |
| 23   | Australia     | Lorena Abicht           | 10       | 18     | 22     | 25 BFD | 22     | 23     | 25 DNF | 24     | 22     | 22     | 21     | 11       | 25 DNF  | 20       | 290   | 240   |
| 24   | Argentina     | Chiara Ferretti         | 19       | 21     | 19     | 21     | 24     | 22     | 14     | 20     | 23     | 21     | 24     | 19       | 25 DNF  | 19       | 291   | 242   |

### Gare per le medaglie
| Pos.    | Atleta                  | Paese         | Quarti | Semifinale | Finale  |
| ------- | ----------------------- | ------------- | ------ | ---------- | ------- |
| Oro     | Marta Maggetti          | Italia        | Bye    | 2          | 1       |
| Argento | Sharon Kantor           | Israele       | Bye    | 1          | 2       |
| Bronzo  | Emma Wilson             | Gran Bretagna | Bye    | Bye        | 3.5 DPI |
| 4       | María Belén Bazo        | Perù          | 2      | 3          |         |
| 5       | Yan Zheng               | Cina          | 1      | 4          |         |
| 6       | Theresa Marie Steinlein | Germania      | 3      |            |         |
| 7       | Hélène Noesmoen         | Francia       | 4      |            |         |
| 8       | Maja Dziarnowska        | Polonia       | 5      |            |         |
| 9       | Katerina Svikova        | Rep. Ceca     | 6      |            |         |
| 10      | Veerle Ten Have         | Nuova Zelanda | 7      |            |         |